# قطعنامه ۱۸۹۱ شورای امنیت
قطعنامه ۱۸۹۱ شورای امنیت سازمان ملل متحد که در تاریخ ۱۳ اکتبر ۲۰۰۹ تصویب شد، سندی بین‌المللی دربارهٔ گزارش دبیر کل سازمان ملل دربارهٔ سودان است. این قطعنامه طی نشست ۶۱۹۹ام با ۱۵ رای موافق، ۰ مخالف و ۰ ممتنع تصویب شد.